# Міршарай (упазіла)
Міршара́й (бенг. মীরসরাই, англ. Mirsharai) — одна з 20 упазіл зіли Читтагонг регіону Читтагонг Бангладеш, розташована на півночі зіли.
Населення — 370 952 особи (2008; 325 712 в 1991).

## Адміністративний поділ
До складу упазіли входять 16 вардів:
| Зіла                   | Площа, км² | Населення, осіб (2008) |
| ---------------------- | ---------- | ---------------------- |
| Вахедпур               | -          | 24463                  |
| Дургапур               | -          | 19802                  |
| Дхум                   | -          | 15698                  |
| Зорваргандж            | -          | 31075                  |
| Ічхакхалі              | -          | 25551                  |
| Карерхат               | -          | 29977                  |
| Катачхара              | -          | 22182                  |
| Кхаїячхара             | -          | 23216                  |
| Магхадія               | -          | 1876                   |
| Маяні                  | -          | 17706                  |
| Міршарай               | -          | 45757                  |
| * Міршарай-Паурашава   | -          | 20656                  |
| Мітханая               | -          | 23548                  |
| Османпур               | -          | 13443                  |
| Сахеркхалі             | -          | 18231                  |
| Хаїтканді              | -          | 21840                  |
| Хінгулі                | -          | 36587                  |
| * Барояр-Хат-Паурашава | -          | 10119                  |